# Baptistenkirche Wedding

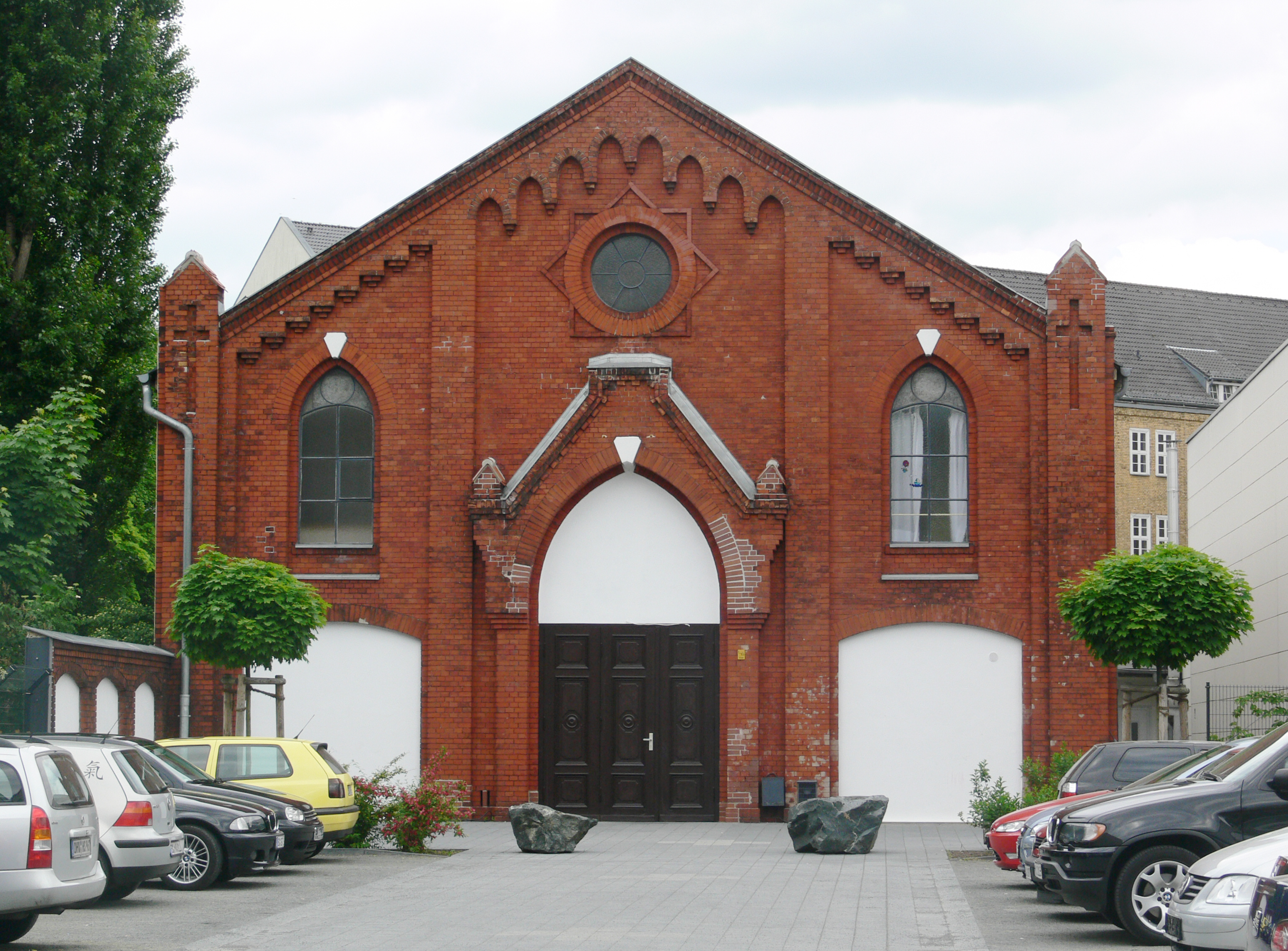
Baptistenkirche Wedding

Die Baptistenkirche Wedding steht im hinteren Teil des Grundstücks Müllerstraße 14a in Berlin-Wedding. Es ist eine neugotische turmlose Kapelle und wurde am Ende des 19. Jahrhunderts von Carl Moritz als Backsteinbau errichtet. Von 2019 bis 2024 wurde die Kirche umfassend umgebaut und erweitert.

## Geschichte
Die Kirchengemeinde versammelte sich seit 1889 in einem Haus in der Stralsunder Straße 12, seit 1892 in der Ackerstraße. Sie ist seit 1898 selbständig. Ihr neues Domizil wurde die Müllerstraße 14a. Sie führte zunächst den biblischen Namen Eben-Ezer. Heute ist sie Mitglied im Bund Evangelisch-Freikirchlicher Gemeinden.
Am 23. November 1943 wurde die Kapelle zerstört. Die Gemeinde kam bis zum Ende des Zweiten Weltkriegs in der Swinemünder Straße 79 unter, danach in der Ruppiner Straße. Nach Stationen in der Rügener Straße 5 und Schröderstraße 5 konnte sie in die wiederaufgebaute Kapelle zurückkehren.

## Beschreibung

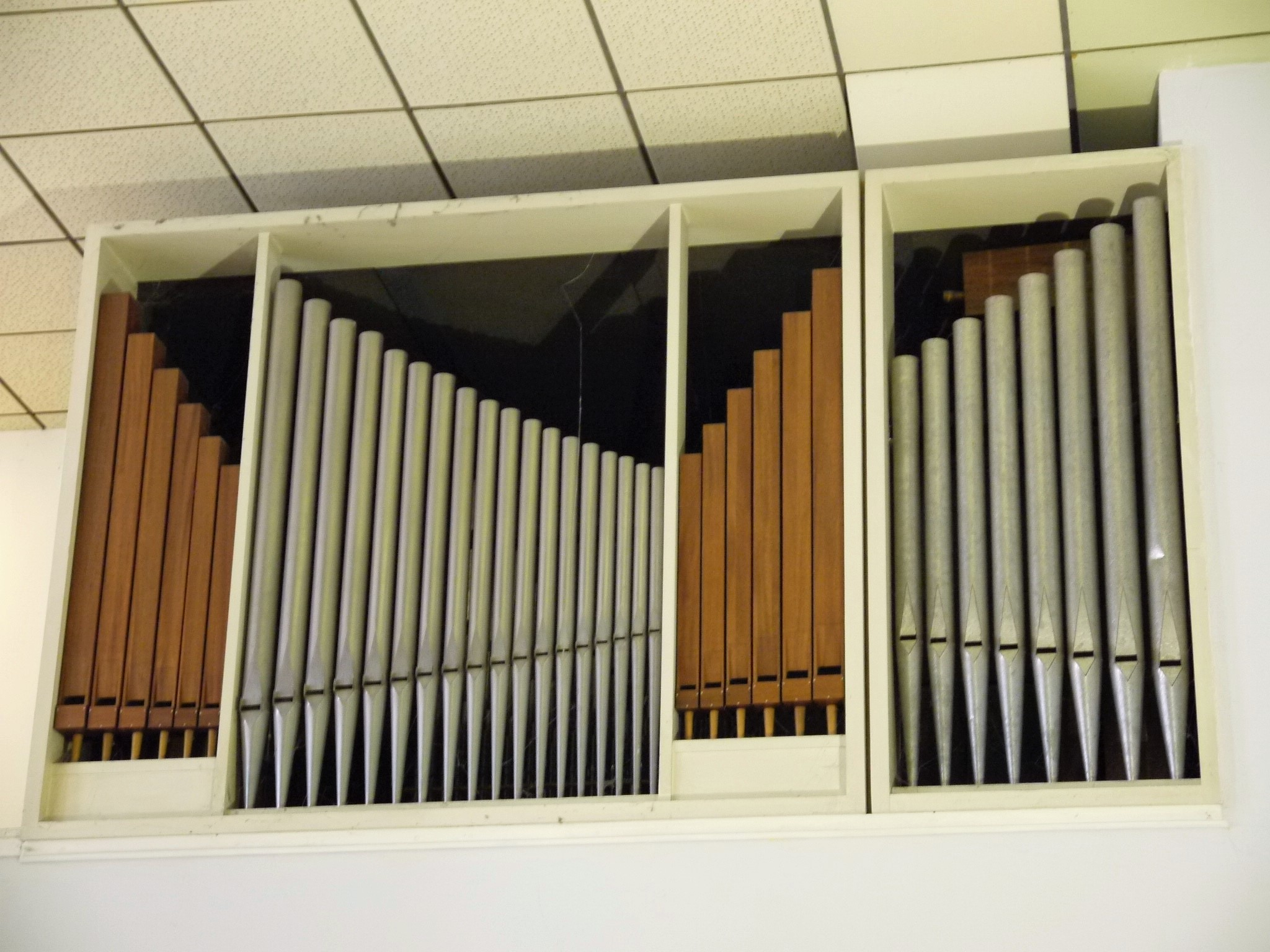
Orgel

Die Baptistenkirche in Wedding ist im Ursprung eine Saalkirche auf rechteckigem Grundriss mit Satteldach. In den Jahren 2019 bis 2024 wurde das Gebäude weitgehend erneuert und erweitert, nachdem der Raum für die Aktivitäten der Gemeinde zu klein geworden war. Die Arbeiten begannen mit der Entkernung des Altbaus. Zu den auffälligen Veränderungen gehört, dass der Taufstein nicht mehr auf einer Bühne, sondern in der Mitte des Gottesdienstraums steht.
1968 wurde von Orgelbau Paschen eine Schleifladen-Orgel mit mechanischer Traktur erbaut. Sie hat folgende Disposition:
| I Hauptwerk C–g3 |       |
| Rohrflöte        | 8′    |
| Praestant        | 4′    |
| Waldflöte        | 2′    |
| Mixtur III–IV    | 1 ⁄3′ |

| II Manual C–g3  |    |
| Gedackt         | 8′ |
| Spitzflöte      | 4′ |
| Principal       | 2′ |
| Sesquialtera II |    |
| Scharff II–III  |    |

| Pedal C–f1 |     |
| Subbass    | 16′ |
| Nachthorn  | 04′ |

Wegen der Neugestaltung der Kirche wurde die Orgel im August 2017 ausgebaut und verkauft. Seit 2018 steht sie in der Dorfkirche von Michendorf anstelle eines Positivs.